# Marvin (Carolina del Nord)
Marvin és una població dels Estats Units a l'estat de Carolina del Nord. Segons el cens del 2000 tenia 839 habitants.

## Demografia
Segons el cens del 2000, Marvin tenia 1.039 habitants, 329 habitatges i 302 famílies. La densitat de població era de 102,3 habitants per km².
Dels 329 habitatges en un 52,9% hi vivien nens de menys de 18 anys, en un 87,5% hi vivien parelles casades, en un 2,1% dones solteres, i en un 8,2% no eren unitats familiars. En el 6,4% dels habitatges hi vivien persones soles el 2,1% de les quals corresponia a persones de 65 anys o més que vivien soles. El nombre mitjà de persones vivint en cada habitatge era de 3,16 i el nombre mitjà de persones que vivien en cada família era de 3,3.
Per edats la població es repartia de la següent manera: un 33,6% tenia menys de 18 anys, un 3,4% entre 18 i 24, un 33,8% entre 25 i 44, un 24,2% de 45 a 60 i un 5,1% 65 anys o més.
L'edat mediana era de 37 anys. Per cada 100 dones de 18 o més anys hi havia 97,1 homes.
La renda mediana per habitatge era de 97.497 $ i la renda mediana per família de 100.904 $. Els homes tenien una renda mediana de 78.004 $ mentre que les dones 57.019 $. La renda per capita de la població era de 36.626 $. Entorn del 2% de les famílies i l'1,9% de la població estaven per davall del llindar de pobresa.

## Poblacions més properes
El següent diagrama mostra les poblacions més properes.